# Рат шесте коалиције
Рат шесте коалиције представљао је рат у коме је коалиција Аустрије, Пруске, Русије, Шведске, Велике Британије и неколико немачких држава победила Француску и Наполеона су отерали у егзил на Елби.
После катастрофалног исхода Наполеонове инвазије Русије, различите европске силе, које су више пута биле понижене од Наполеона током различитих ратова угледале су могућност да коначно победе Наполеона. Створена је коалиција у којој су раније били само Русија, Велика Британија заједно са шпанским и португалским побуњеницима. са реорганизованим војскама победили су Наполеона у бици код Лајпцига у октобру 1813. Успешно су извршили инвазију Француске и прислили Наполеона да абдицира. У сукоб је било укључено 2,5 милиона војника. Било је око 2 милиона мртвих. Постоје и процене по којима је само у Русији погинуло милион људи. Током тога рата одвијале су се велике битке: Битка код Смоленска, Битка код Бородина, Битка код Лицена, Битка код Дрездена и чувена Битка народа. Битка народа је била највећа битка у историји Запада све до Првога светског рата. Коначна фаза похода је била одбрана Француске. Наполеон је током Шестодневне кампање показао свој пуни таленат борећи се против много бројнијих армија. Ипак платио је раније грешке, тако да су савезници заузели Париз и присилили Наполеона да абдицира.

## Инвазија Русије
Наполеон је 1812. извршио инвазију Русије да би присилио рускога цара Александра I Романова да остане у континенталном систему и да спречи руску инвазију Пољске. Наполеон је саставио велику армију (Grande Armée ) од 650.000 војника, од чега 270.000 Француза. Наполеон је са великом армијом прешао Њемен 23. јуна 1812. Русија је прогласила отаџбински рат, а Наполеон је прогласио Други пољски рат. Пољаци су дали 100.000 војника за тај поход. Наполеон им није ништа обећао, јер је очекивао касније преговоре са Русима. Русија се придржавала стратегије спржене земље. Руси су се повлачили не остављајући Французима ништа што би им могло користити. Руси су углавном избегавали борбе, осим у бици код Бородина 7. септембра 1812. Прихватили су ту битку и чврсто су се борили, али били су присиљени на узмак, остављајући отворен пут Наполеону до Москве. Наполеон је 14. септембра 1812. освојио Москву, али Руси су дотад већ били напустили Москву. Руски цар Александар I Романов одбио је да капитулира. Пошто није било блиске победе на видику Наполеон је био присиљен да започне велико повлачење. Током великог повлачења Наполеонова војска је имала 370.000 жртава од глади и хладноће, а 200.000 Наполеонових војника је заробљено. До новембра велика Наполеонова војска свела се на 27.000 способних војника, који су прешли реку Березину. Наполеон је оставио војску и вратио се у Париз да припреми одбрану Пољске од наступајуће руске војске. Ипак стање није било тако опасно, како је изгледало, јер су Руси изгубили 400.000 војника, тако да су и Руси готово остали без војске. Ипак Руси су имали предност јер су имали краће линије снабдевања и могли су брже да обнове армију од Француза.

## Рат у Немачкој
Пруска је у Наполеоновом поразу у Русији угледала историјску шансу, па је ушла у рат. Наполеон је сматрао да ће брзо изградити нову војску као ону, која је кренула на Русију. Брзо је на истоку повећао број војника са 30.000 на 130.000, а касније и на 400.000. Наполеон је победио савезнике у бици код Лицена 2. маја 1813. и бици код Бауцена. У тим биткама је укупно учествовало преко 250.000 војника, па су то биле највеће битке дотад у рату. Савезници су били тешко поражени и имали су 40.000 жртава. Примирје је било проглашено од 4. јуна 1813, а трајало је до 13. августа 1813. За време примирја обе стране су покушале да се опораве од огромних губитака који су од априла те године износили укупно око четврт милиона. За време тога примирја савезници су преговорима успели да увуку Аустрију у рат против Француске. Аустрија је допремила 300.000 војника у Немачку, тако да су савезници укупно имали 800.000 војника у Немачкој и 350.000 стратешких резерви.
Наполеон је успео да сакупи 650.000 војника. Од тога је само 250.000 било под директном командом. Под командом Никола Удиноа било је додатних 120.000 додатних војника и 30.000 је било под командом Давуа. Рајнска конфедерација је дала Наполеону велики број војника, а од њих су Баварска и Саксонија дали највећи допринос. На југу су Мираово Напуљско краљевство и краљевство Италија имали укупно 100.000 војника. У Шпанији је 150.000 до 200.000 француских војника било стално тучено од стране шпанских и британских снага, којих је било око 150.000. Укупно су Французи на свим ратиштима имали око 900.000 војника, а савезници око милион (не укључујући стратешке резерве створене у Немачкој). Те бројке нису одражавале право стање ствари, јер су Немци, који су се борили на страни Француза били непоуздани и близу тога да промене страну. Разумно је рећи да је Наполеон могао да рачуна на не више од 450.000 војника на ратишту у Немачкој, тако да је омер био 2 напрема један на страни савезника.
Када је престало примирје изгледало је да Наполеон има иницијативу код Дрездена, где је победио у бици код Дрездена бројно надмоћну савезничку војску и нанио јој тешке жртве са врло мало жртава на француској страни. Неуспеси његових маршала и споро настављање офанзиве коштало га је предности коју му је могла осигурати та победа. У бици код Лајпцига (16. октобар - 19. октобар 1813. ), званој и Битка народа 191.000 Француза борила се против 450.000 савезничких војника. Французи су били поражени и натерани су да се повуку у Француску.

## Рат у Шпанији
У рату у Шпанији у бици код Виторије Жозеф Бонапарта је био поражен, па су Французи морали да се повуку преко Пиринеја.

## Битке у Француској
У Француској се Наполеон борио у бројним биткама, али био је принуђен да се стално повлачи пред вишеструко бројчано надмоћнијим непријатељима. Наполеон је за време Шестодневног похода победио у доста битака против много бројчано надмоћнијег противника. Ипак никад није сакупио више од 70.000 војника, док су савезници располагали са пола милиона војника. Споразумом из Шомона 9. мартa 1814. савезници су одлучили да очувају коалицију док не победе Наполеона. Савезници су 30. марта 1814. ушли у Париз. Током завршетка борби Наполеон је још био одлучан да се бори, па је издао декрет да се регрутује 900.000 нових војника, али само мали део тога је остварен.

### Абдикација
Наполеон је абдицирао. Ипак наставиле су се спорадичне борбе у Италији, Шпанији и Холандији током пролећа 1814. Наполеон је изгнан на острво Елбу, а рестаурирана је Бурбонска династија. Луј XVIII је постао краљ. Потписан је споразум у Фонтенблоу и после тога се одржавао Бечки конгрес о послератном уређењу Европе.